# Sóičiró Honda
Sóičiró Honda (japonsky 本田宗一郎; 17. listopadu 1906, Hamamacu – 5. srpna 1991, Tokio) byl japonský inženýr a průmyslník, zakladatel Honda Motor Co Ltd.